# Asthenolabus semimarginalis
Asthenolabus semimarginalis är en stekelart som först beskrevs av Tohru Uchida 1930.  Asthenolabus semimarginalis ingår i släktet Asthenolabus och familjen brokparasitsteklar. Inga underarter finns listade.